# 飛野牧場
有限会社飛野牧場（とびのぼくじょう）は、北海道日高郡新ひだか町にある競走馬の生産・育成牧場。

## 概要
1950年に創業。現代表の飛野正昭は、30代の頃に社台グループ創業者・吉田善哉の運転手を務めるなど親交があり、海外のセリにも吉田と共に同行したほか、現役時のノーザンテーストを見たりしたこともあったという。馬にとって良い餌、水、空気が大事であるという持論があり、牧草の質にこだわりがあるほか、1頭あたりの放牧地が狭くならないよう繁殖牝馬の頭数を抑えている。また馬のウォーキングのトレーニングを行う際にはリラックス効果をねらいクラシック音楽を流しているという。
2019年、イギリスのディセンバーセールに上場され、代理購入で競り落とされた末に牧場に導入されたリトルブックの仔であるロジャーバローズが東京優駿（日本ダービー）を優勝した。牧場の生産馬としては初出走での快挙であった。
日本中央競馬会（JRA）および地方競馬全国協会（NAR）に馬主登録されている。勝負服の柄は白、赤十字襷、紫袖。

## 主な生産馬

### GI級競走優勝馬
- ネームヴァリュー（2002年京成盃グランドマイラーズ、ファーストレディー賞、2003年TCK女王盃、大井記念、帝王賞、東京記念）
- ロジャーバローズ（2019年東京優駿）

### 重賞競走優勝馬
- オオミシャダイ（1982年北九州記念）
- カネシヨウスーパー（1983年川崎記念）
- トウホーセブン（1987年鳥海大賞典）
- ハライメージ（1987年こまくさ賞）
- ブルーベイブリッジ（1990年テレビ東京賞3歳牝馬ステークス）
- スルガスペイン（1991年樹氷賞、1993年金盃）
- スマートロビン（2012年目黒記念）
- ピサノエミレーツ（2012年せきれい賞）
- ノーワン（2019年フィリーズレビュー）

## 主な所有馬
- ネームヴァリュー[注 1]

## エピソード
- 生産馬ロジャーバローズでダービー初制覇を遂げた騎手の浜中俊は、自身の特別戦初勝利を飛野牧場の所有馬であるシャイナムスメで挙げていた[2]。
- また、同馬によるダービー制覇後、牧場には200近くの花が贈られたというが、日高の花屋からは胡蝶蘭が無くなってしまったため苫小牧市から取り寄せられるほどのパニックがあったという[2]。